# Magnosia
Magnosia is een geslacht van uitgestorven zee-egels uit de familie Stomechinidae.

## Soorten
- Magnosia nodulosa (Goldfuss, 1826) † Oxfordien-Tithonien, West-Europa.
- Magnosia pilos Agassiz, 1846 † Aptien, Frankrijk.
- Magnosia peroni Cotteau, 1883 † Bathonien, Frankrijk.
- Magnosia termieri Lambert, 1931 † Bajocien, Marokko.
- Magnosia forbesi (Wright, 1851) † Bajocien, Engeland.